# 四面山镇 (重庆市)
四面山镇是中华人民共和国重庆市江津区下辖的一个乡级行政区，位于江津区南部，东与柏林镇、贵州省习水县寨坝镇接壤，南邻贵州省习水县大坡乡、三岔河乡，西接四川省合江县自怀镇，北与中山镇连接，距江津区人民政府驻地70千米，总面积255.2平方千米。

## 历史沿革
清初，境域属江津县十二都。
民国二十四年（1935年），属江津县第二区。
1950年，属江津县第九、十区。
1958年9月，分属常乐、四面公社。
1980年7月，设头道河公社。
1984年4月，头道河改为头道河乡。
1988年6月，头道河乡改设四面山镇。
2004年5月，撤销四面山镇，设立江津市四面山风景名胜区。
2011年1月，恢复四面山镇。

## 行政区划
四面山镇下辖以下地区：
龙潭湖社区、头道村、四面村、林海村、洪洞村、燕子村和双凤村。